# Беллоли, Андрей Францевич
Андрей Францевич Беллоли (итал. Andrea Belloli; 1820, Рончильоне, Лацио — 1881) — русский живописец-портретист итальянского происхождения, академик и почётный вольный общник Императорской Академии художеств.

## Биография
Уроженец римского пригорода Рончильоне. Выпускник Академии Святого Луки. Приехал в Санкт-Петербург в конце 1850 года. Первоначально занимался декоративными работами — росписями дворцовых плафонов и церквей. Впоследствии большим успехом стали пользоваться его работы, выполненные маслом и цветными карандашами — женские и детские портреты.
Был постоянным участником академических выставок, проводимых в столице. С 1861 года — академик Академии художеств по классу портрета; с 1863-го — почётный вольный общник. В 1869 году им была устроена в Академии художеств выставка своих работ в пользу бедных учеников, вдов и сирот художников. В 1870 году в связи со своим пятидесятилетием награждён орденом святого Станислава 2-й степени за многолетнюю художественную деятельность на пользу русскому искусству. В этом же году Беллоли создал и передал в дар Академическому музею одну из наиболее известных своих работ — «Купальщица после ванны». Было создано несколько композиционных вариантов этой картины, в частности, один из вариантов его «Купальщицы» был приобретен для своей коллекции великим князем Николаем Константиновичем и в настоящее время находится в коллекции Музея искусств Узбекистана в Ташкенте.
Творческая судьба А. Беллоли сложилась в России удачно, работы его пользовались известностью, но в 1881 году художник покончил с собой в Венеции (согласно Ф. Булгакову; по другой версии — в Риме).

## Работы
- Портрет неизвестной. 1863 (в собрании Одесского художественного музея)
- «Купальщица».
- «Купальщица после ванны», 1875 (в собрании Одесского художественного музея)
- Портрет мальчика (в собрании Одесского художественного музея).
- «Юдифь»
- Плафон «Слава Святого Духа» в алтаре церкви Воскресения Христова в Екатерининском дворце в Царском Селе

## Отзывы критиков
Из обзора В. М. Гаршина на выставку «Общества выставок художественных произведений» (в газете «Новости», 1877): «Г. Беллоли, не довольствуясь успехом своей прошлогодней выставки голых и полуголых женщин, поставил одну из старых вещей — „Любовная записка“. Прежде эта картина называлась „Первое любовное письмо“, но г. Беллоли, вероятно, сам устыдился претендовать на то, что его картина может выразить какое-либо душевное движение! Просто сидит довольно приятная дама, с криво нарисованными глазами, и держит в руках бумажку; вот и все. Действительно здесь нет никакого „первого любовного письма“».
По поводу годичной выставки в Академии художеств: «Прочіе работаютъ старательно и честно, но ведь и фотографическіе станки тоже честно и старательно работаютъ. Портретисты-акварелисты — нашъ Рауловъ и заезжій римлянинъ Беллоли, каждый въ своемъ роде выставили вещи, достойныя полной похвалы, — одинъ чрезвычайно сильныя, другой граціозныя, и вотъ единственные замечательные портреты выставки. Академія, вероятно ища пятенъ, не нашла неприличнымъ рядомъ съ Беллоли выставить оптическіе портреты Штейнберговъ и компаніи, а можетъ быть и это сделано въ удовольствіе публики. Спора нетъ, на промышленной выставке эти громады-фотографіи могли бы назваться художественными, какъ тканыя шолковыя картины ліонскихъ фабрикъ, но на художественной они кажутся немножко промышленными. Трудно также доискаться причины присутствія на художественной выставке некоторыхъ заказовъ для церквей».

## Галерея

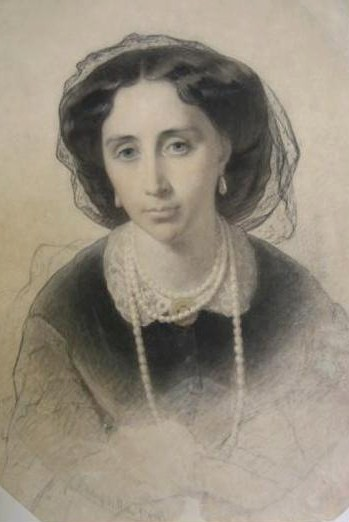
Портрет Александры Михайловны Апраксиной (1863)
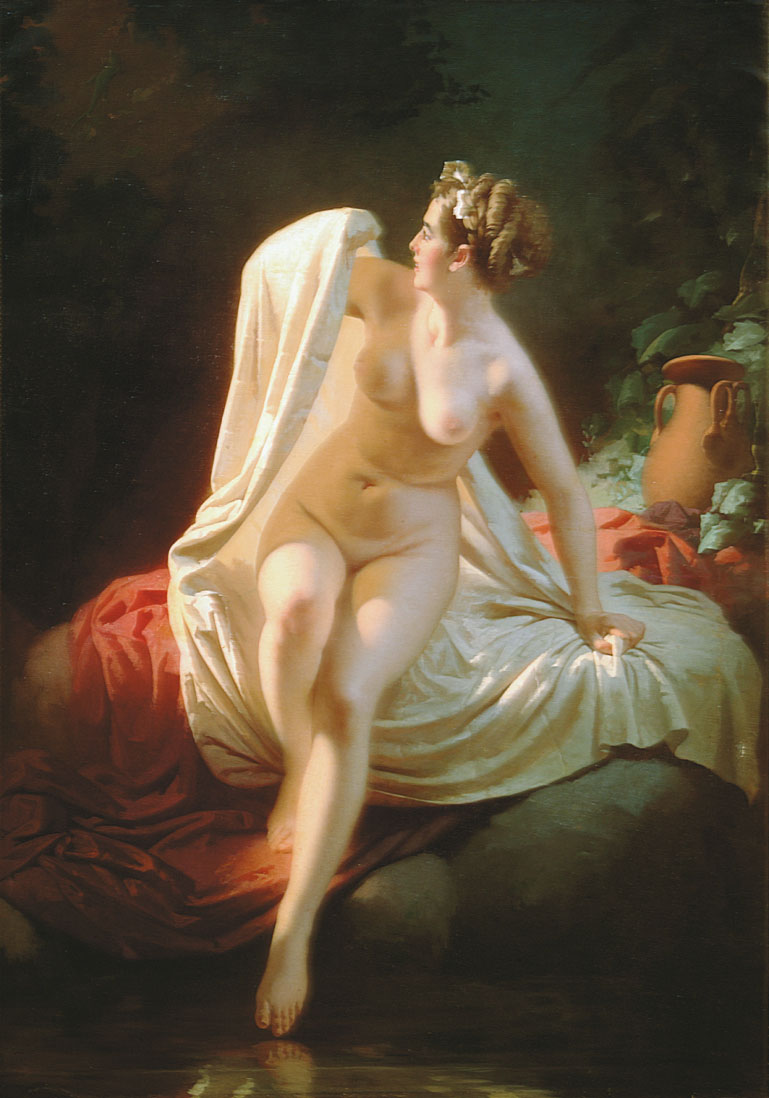
Купальщица (1871)
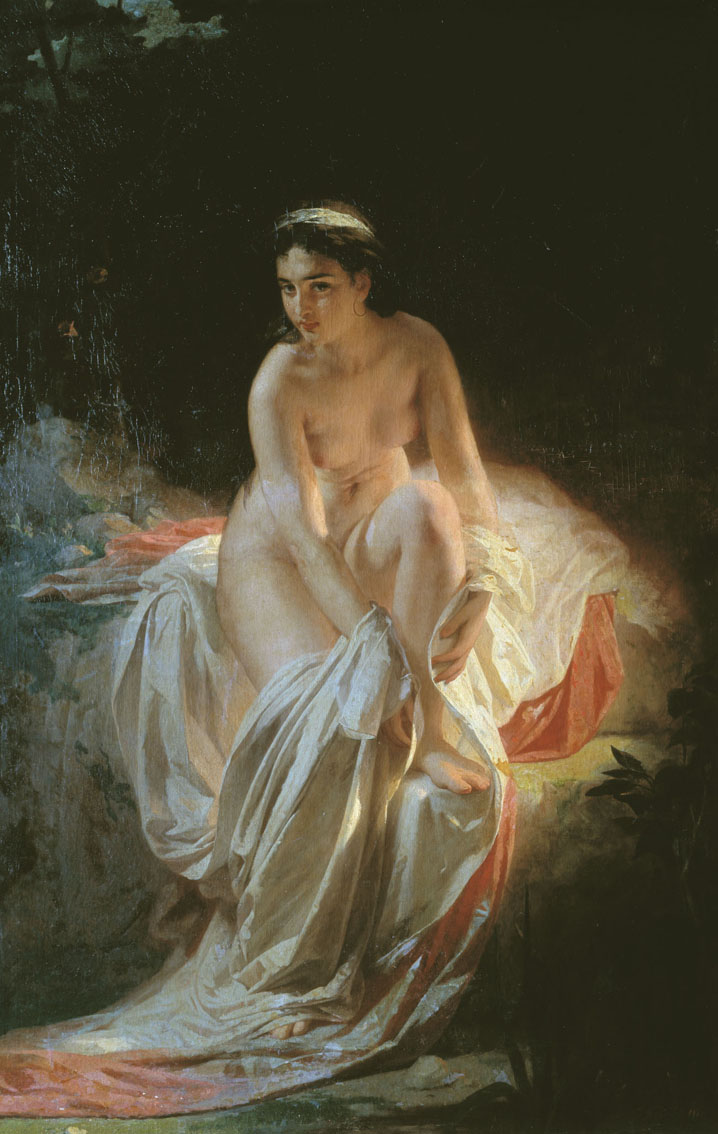
Купальщица после ванны (1875)
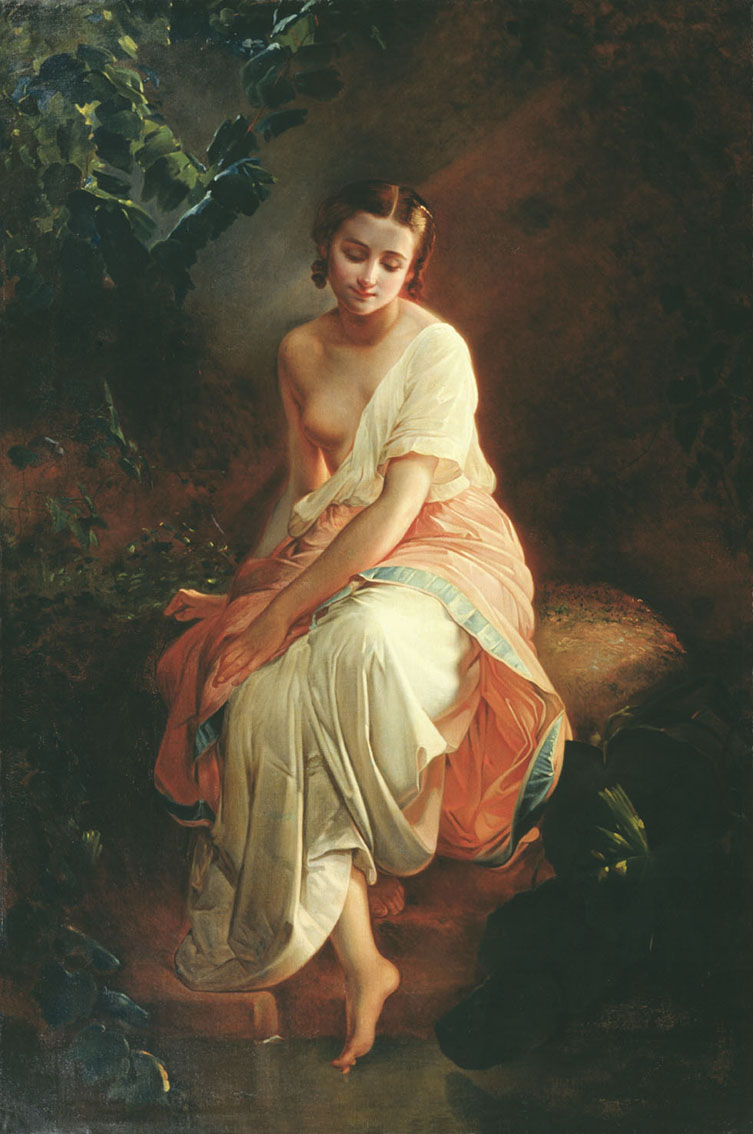
Купальщица (вариант картины)
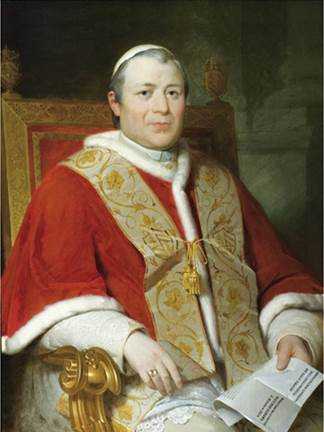
Портрет Папы Пия IX (около 1878)